# Лукас Єгер
Лукас Єгер (нім. Lukas Jäger, нар. 12 лютого 1994, Альбершвенде) — австрійський футболіст, захисник, півзахисник клубу «Альтах».
Виступав, зокрема, за клуби «Альтах» та «Штурм» (Грац), а також молодіжну збірну Австрії.

## Клубна кар'єра
Народився 12 лютого 1994 року в місті Альбершвенде.
У дорослому футболі дебютував 2012 року виступами за команду «Альтах», у якій провів п'ять сезонів, взявши участь у 112 матчах чемпіонату. Більшість часу, проведеного у складі «Альтаха», був основним гравцем команди.
Своєю грою за цю команду привернув увагу представників тренерського штабу клубу «Нюрнберг», до складу якого приєднався 2017 року. Відіграв за нюрнберзький клуб наступні три сезони своєї ігрової кар'єри.
У 2017 році уклав контракт з клубом «Нюрнберг» II, у складі якого провів наступні три роки своєї кар'єри гравця. 
З 2020 року два сезони захищав кольори клубу «Штурм» (Грац). Граючи у складі «Штурма» також здебільшого виходив на поле в основному складі команди.
До складу клубу «Альтах» приєднався 2022 року. 

## Виступи за збірні
У 2009 році дебютував у складі юнацької збірної Австрії (U-16), загалом на юнацькому рівні взяв участь у 30 іграх, відзначившись одним забитим голом.
Протягом 2014–2016 років залучався до складу молодіжної збірної Австрії. На молодіжному рівні зіграв у 19 офіційних матчах.

## Статистика виступів

### Статистика клубних виступів
| Сезон              | Команда            | Чемпіонат          | Чемпіонат | Чемпіонат | Національний кубок | Національний кубок | Національний кубок | Континентальні кубки | Континентальні кубки | Континентальні кубки | Інші змагання | Інші змагання | Інші змагання | Усього | Усього | Усього |
| Сезон              | Команда            | Ліга               | Ігор      | Голів     | Ліга               | Ігор               | Голів              | Ліга                 | Ігор                 | Голів                | Ліга          | Ігор          | Голів         | Ігор   | Голів  |        |
| ------------------ | ------------------ | ------------------ | --------- | --------- | ------------------ | ------------------ | ------------------ | -------------------- | -------------------- | -------------------- | ------------- | ------------- | ------------- | ------ | ------ | ------ |
| 2012–13            | «Альтах»           | EL                 | 18        | 1         | КА                 | 1                  | 0                  | -                    | -                    | -                    | -             | -             | -             | 19     | 1      |        |
| 2013–14            | «Альтах»           | EL                 | 17        | 1         | КА                 | 1                  | 0                  | -                    | -                    | -                    | -             | -             | -             | 18     | 1      |        |
| 2014–15            | «Альтах»           | БЛ                 | 15        | 0         | КА                 | 3                  | 0                  | -                    | -                    | -                    | -             | -             | -             | 18     | 0      |        |
| 2015–16            | «Альтах»           | БЛ                 | 28        | 1         | КА                 | 2                  | 0                  | ЛЄ                   | 2                    | 0                    | -             | -             | -             | 32     | 2      |        |
| 2016–17            | «Альтах»           | БЛ                 | 34        | 0         | КА                 | 2                  | 0                  | -                    | -                    | -                    | -             | -             | -             | 36     | 0      |        |
| Усього за «Альтах» | Усього за «Альтах» | Усього за «Альтах» | 112       | 3         |                    | 9                  | 0                  |                      | 2                    | 0                    |               | -             | -             | 123    | 3      |        |
| 2017–18            | «Нюрнберг»         | ZL                 | 0         | 0         | КН                 | 1                  | 0                  | -                    | -                    | -                    | -             | -             | -             | 1      | 0      |        |
| Усього за кар'єру  | Усього за кар'єру  | Усього за кар'єру  | 112       | 3         |                    | 10                 | 0                  |                      | 12                   | 0                    |               | -             | -             | 124    | 3      |        |